# Uwe Raab

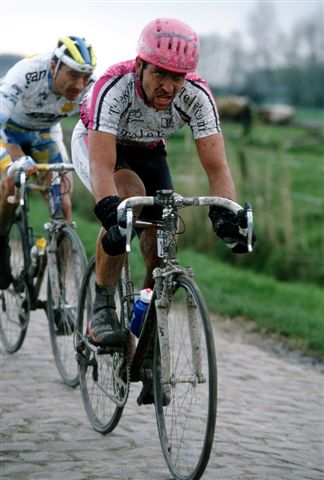
Uwe Raab tijdens Parijs-Roubaix

Uwe Raab (Wittenberg, 26 juli 1962) is een voormalig Duits wielrenner. Tegenwoordig is hij ploegleider.

## Belangrijkste overwinningen
- 1983 - Wereldkampioen op de weg bij de amateurs (tegenwoordig beloften)
- 1990 - winnaar van het puntenklassement van de Ronde van Spanje en winnaar van de 9e,15 en 21e etappe
- 1991 - winnaar van het puntenklassement van de Ronde van Spanje en winnaar van de 4e etappe

## Resultaten in voornaamste wedstrijden
| Jaar | Ronde van Italië | Ronde van Frankrijk | Ronde van Spanje |
| ---- | ---------------- | ------------------- | ---------------- |
| 1990 |                  | 87e                 | 58e (3)          |
| 1991 |                  | opgave              | 43e (1)          |
| 1992 |                  |                     | 61e              |
| 1993 | opgave           | 98e                 |                  |
| 1994 | opgave           | 84e                 |                  |
| 1995 |                  |                     |                  |

| Jaar | Milaan-San Remo | Gent-Wevelgem | Ronde van Vlaanderen | Parijs-Roubaix | E3 Harelbeke | Parijs-Brussel |
| ---- | --------------- | ------------- | -------------------- | -------------- | ------------ | -------------- |
| 1990 |                 | 24e           | 92e                  |                |              | 74e            |
| 1991 | 8e              | 109e          |                      | 32e            | ↑            | 105e           |
| 1992 | 4e              | 6e            | 21e                  | 47e            |              | 23e            |
| 1993 | 109e            |               | 41e                  | 43e            | 10e          | 29e            |
| 1994 | 61e             | 39e           | 86e                  | 22e            |              |                |
| 1995 |                 | 39e           | 87e                  | 74e            |              | 89e            |